# Nagyesztergár
Nagyesztergár là một thị trấn thuộc hạt Veszprém, Hungary. Thị trấn này có diện tích 18,29 km², dân số năm 2010 là 1225 người, mật độ 67 người/km².